# Jsoucno
Jsoucno je obecné filosofické označení pro cokoliv, co jest, nejčastěji pro jednotlivé věci, které se kolem nás vyskytují. Jsoucna se tedy vyznačují tím, že jsou, že se účastní bytí; nicméně nelze říci, že by bytí bylo jejich vlastností (atributem): bez něho by totiž vůbec nebyla. Naopak s bytím dělá člověk zkušenost zpravidla na různých jsoucnech či entitách. Rozdíl mezi pojmy bytí a jsoucna, který je základem ontologie Martina Heideggera, je vyložen v heslu bytí. 

## Antičtí filosofové
Počínaje Parmenidem filosofové hledali, co je pro všechna jsoucna charakteristické. Parmenidés ostře rozlišil jsoucí a nejsoucí a domníval se, že v pravém slova smyslu jest jen to, co je vždycky a stále stejné, takže věci pomíjivé a proměnlivé pokládal za nejsoucí, klamné. Tento názor ovlivnil i Platóna a vedl k zavedení pojmu ideje. Aristotelés tuto nesnáz řeší tak, že rozlišuje možnost (dynamis) a uskutečnění (energeia): věc vzniká jen proto, že už předtím byla možná. Od Aristotela pochází i důležité rozlišení mezi podstatou a atributy: podstata je to, co věc činí tím, čím je (například psa psem nebo nůž nožem), kdežto atributy se mohou měnit. Pes může vyrůst, nůž třeba zrezivět, aniž by přestal být nožem. Toto rozlišení souvisí se strukturou výpovědi: podstatnému jménu se přisuzují různé vlastnosti (atributy, případky). 

## Spor o univerzálie
Důležitý spor o povahu jsoucna vypukl ve středověké scholastice a týkal se toho, zda 
- „jsou“ v pravém slova smyslu spíše univerzálie (obecniny), to jest předměty (denotáty) obecných pojmů, jako je „pes“ nebo „člověk“, což je stanovisko Platónovo i středověkého realismu,
- anebo zda skutečně jsou jen jednotlivé předměty či „výskyty“ (případně individua), kdežto obecné pojmy jsou pouhá označení čili jména. Tento názor se nazývá nominalismus.

Spor těchto dvou názorů trvá pod různými jmény dodnes. Tak se dnes většinou domníváme, že skutečné jsou jen „konkrétní“ či jednotlivé věci a také existencialismus 20. století představu obecného silně zpochybnil. Na druhé straně ale předmětem empirické vědy mohou být jen celé třídy „stejných“ věcí – bakterií, psů nebo mlhovin. Také současná genetika se svým důrazem na dědičnou informaci (genom) stojí spíš na stanovisku realistickém: jednotlivý organismus je jen „vehikl“ pro „sobecký gen“ (Richard Dawkins).

## Realismus a nominalismus dnes
Logický positivismus a filosofie jazyka 20. století, vycházející z nominalistické tradice, poukazují na to, že problém je spíše jazykový: zdánlivé „obecniny“ jsou ve skutečnosti souhrnné pojmy pro třídy předmětů a samy žádná jsoucna nepředstavují. Jenže i tam, kde jazyk zdánlivě označuje jednotlivé – například označení „paní X. Y, narozená 1. 1. 2000“ – ve skutečnosti shrnuje široké pole jednotlivých a často velmi rozmanitých zkušeností. Znamená někdejší novorozeně, současné dítě, bude znamenat studentku, možná významnou zpěvačku, matku, stařenku a další a další. V jakém smyslu je to „jednotlivina“? Na druhé straně rostliny i živočichové se reprodukují tak, že ze žaludů vyrostou duby a z pulců se vylíhnou žáby téhož druhu, jako byli jejich rodiče. Co je potom spíše jsoucí: jednotlivá jepice, nebo její více méně trvalý druh?
Spor realismu s nominalismem má významné důsledky i pro chápání společnosti a politiky. Zatímco realisté trvají například na tom, že společnost potřebuje obecné zákony a člověku jako takovému patří jistá práva, nominalisté zdůrazňují spíš volnou hru jednotlivých zájmů, jejichž konflikty se řeší trhem a smlouvou. Realisté zdůrazňují obecné zájmy bezpečí, spravedlnosti a práva, kdežto pro krajní nominalisty existují jen dílčí, partikulární zájmy svobodných jednotlivců a skupin. 
Lidské společnosti chápou, že jedno nemůže být bez druhého a řídí se Aristotelovým „ničeho příliš“: obě krajnosti vedou ke špatným koncům a společnost si musí hledat zlatý střed, který je ovšem věcí neustálého vyjednávání a opravování.[zdroj?]